# 和歌山県議会
和歌山県議会（わかやまけんぎかい、英: Wakayama Prefecture Assembly）は、和歌山県に設置されている地方議会。

## 概要
- 定数 - 42人
- 任期 - 4年 2023年4月30日から2027年4月29日

議会解散が実施されれば任期満了前であっても議員任期は終了する。
- 議長 - 岩田弘彦
- 副議長 - 秋月史成

### 事務局
- 議会事務局[1]
  - 総務課
  - 議事課
  - 政策調査課

## 運営

### 会期
和歌山県議会の定例会は、毎年2月、6月、9月及び12月に召集され、その他にも必要に応じて臨時会が開催される。

### 議会傍聴
和歌山県議会は議会傍聴の利便性向上の一環として、視聴形式による代替傍聴が可能なインターネット中継を行なっている。また、インターネット中継したものをテレビ放送（テレビ和歌山、和歌山放送）をやラジオ放送（和歌山放送）通じても視聴・聴取できる。

## 委員会

### 常任委員会
| 委員会名       | 定数 | 所轄事項                                                 | 委員長   | 副委員長 |
| -------------- | ---- | -------------------------------------------------------- | -------- | -------- |
| 総務委員会     | 7    | - 県財政、危機管理、文化振興                             | 玄素彰人 | 坂本佳隆 |
| 福祉環境委員会 | 7    | - 福祉・子育て、高齢者・障がい者施設、産業廃棄物対策     | 北山慎一 | 中尾友紀 |
| 経済警察委員会 | 7    | - 観光、産業と雇用、エネルギー、交通安全と治安           | 鈴木德久 | 長坂隆司 |
| 農林水産委員会 | 7    | - 農業・林業・水産業の振興                               | 山家敏宏 | 三栖拓也 |
| 建設委員会     | 7    | - 道路網・港湾設備、治水・砂防事業、都市政策・公園・建築 | 佐藤武治 | 上山寿示 |
| 文教委員会     | 7    | - 学校教育、生涯学習・文化財、スポーツ振興               | 小川浩樹 | 高田英亮 |

### 議会運営委員会
| 委員会名       | 定数 | 所轄事項                                         | 委員長 | 副委員長 |
| -------------- | ---- | ------------------------------------------------ | ------ | -------- |
| 議会運営委員会 | 10   | - 議会運営、会議規則、委員会条例に関する調査審議 | 堀龍雄 | 佐藤武治 |

### 特別委員会
| 委員会名                                | 定数 | 所轄事項                                                               | 委員長   | 副委員長 |
| --------------------------------------- | ---- | ---------------------------------------------------------------------- | -------- | -------- |
| 防災・国土強靭化対策 特別委員会         | 11   | - 防災、減災、迅速な復旧・復興等諸般の災害に関する施策に関する調査審議 | 尾崎要二 | 秋月史成 |
| 人権・少子高齢化問題等対策 特別委員会   | 10   | - 人権・少子高齢化問題等に関する施策に関する調査審議                   | 藤山将材 | 林隆一   |
| 行政改革・基本計画等に関する 特別委員会 | 10   | - 行政改革、県行政に係る基本計画等及び関西広域連合について調査審議     | 新島雄   | 片桐章浩 |
| 半島振興・地方創生対策 特別委員会       | 11   | - 半島地域の振興対策及び地方創生に関する施策について調査審議           | 坂本登   | 谷口和樹 |
| 予算特別委員会                          | 20   | - 県予算の総合的審議                                                   | 濱口太史 | 佐藤武治 |

## 会派
（2025年7月4日現在）
| 会派名           | 議員数 | 所属党派                          | 女性議員数 | 女性議員の比率(%) |
| ---------------- | ------ | --------------------------------- | ---------- | ----------------- |
| 自由民主党県議団 | 26     | 自由民主党                        | 1          | 3.84              |
| 改新クラブ       | 5      | 立憲民主党1・国民民主党1・無所属3 | 1          | 20                |
| 公明党県議団     | 3      | 公明党                            | 0          | 0                 |
| 無所属の会       | 2      | 無所属                            | 0          | 0                 |
| 日本維新の会     | 1      | 日本維新の会                      | 0          | 0                 |
| 日本共産党       | 1      | 日本共産党                        | 1          | 100               |
| 無所属クラブ     | 1      | 無所属                            | 0          | 0                 |
| 無所属           | 2      | 無所属                            | 0          | 0                 |
| 欠員             | 1      |                                   |            |                   |
| 計               | 42     |                                   | 3          | 7.14              |

## 選挙
- 2015年（平成27年）4月12日 - 2015年和歌山県議会議員選挙（第18回統一地方選挙）
- 2019年（平成31年）4月07日 - 2019年和歌山県議会議員選挙（第19回統一地方選挙）
- 2023年（令和05年）4月09日 - 2023年和歌山県議会議員選挙（第20回統一地方選挙）

### 選挙区
| 選挙区名 | 定数 | 選挙区名       | 定数 | 選挙区名 | 定数 | 選挙区名 | 定数 |
| -------- | ---- | -------------- | ---- | -------- | ---- | -------- | ---- |
| 和歌山市 | 15   | 海南市・海草郡 | 3    | 橋本市   | 3    | 有田市   | 1    |
| 御坊市   | 1    | 田辺市         | 3    | 新宮市   | 1    | 紀の川市 | 3    |
| 岩出市   | 2    | 伊都郡         | 1    | 有田郡   | 2    | 日高郡   | 3    |
| 西牟婁郡 | 2    | 東牟婁郡       | 2    |          |      |          |      |

## 議員報酬と諸手当
| 役職   | 報酬            | 期末手当         | 政務活動費                                                  | 合計支給額        |
| ------ | --------------- | ---------------- | ----------------------------------------------------------- | ----------------- |
| 議長   | 月額 95万0000円 | 年間 513万0000円 | 全議員対象 月額 27万0000円 会派所属議員対象 月額 03万0000円 | 年間 1742万2500円 |
| 副議長 | 月額 81万0000円 | 年間 437万4000円 | 全議員対象 月額 27万0000円 会派所属議員対象 月額 03万0000円 | 年間 1538万5500円 |
| 議員   | 月額 77万0000円 | 年間 415万8000円 | 全議員対象 月額 27万0000円 会派所属議員対象 月額 03万0000円 | 年間 1480万3500円 |

- 「（和歌山県）議会の議員の議員報酬及び費用弁償等に関する条例」により規定[6][7]。
- 「和歌山県政務活動費の交付に関する条例」第4条第1項 会派に係る政務活動費は、月額3万円に当該会派の所属議員数を乗じて得た額とする。「同条例」第5条第1項 議員に係る政務活動費は、月額27万円（一部抜き書き）により規定[8]。

## 主な県議会議員出身者

### 衆議院議員（現職）
- 石田真敏 - 元総務大臣

### 首長（現職）
- 大江康弘 - 白浜町長、元自民党参議院議員
- 岸本健 - 紀の川市長
- 神出政巳 - 海南市長
- 玉木久登 - 有田市長
- 平木哲朗 - 橋本市長

### 元議員
- 宇治田省三 - 第6-10代和歌山市長
- 尾崎吉弘 - 第22代和歌山市長
- 小野真次 - 元和歌山県知事
- 岸本光造 - 元自民党衆議院議員
- 児玉仲児 - 元衆議院議員
- 坂井弘一 - 元公明党国会対策委員長
- 鈴木康四郎 - 第8代和歌山市長
- 高垣善一 - 第1-5代和歌山市長
- 谷本龍哉 - 元内閣府副大臣
- 旅田卓宗 - 元和歌山市長
- 玉置吉之丞 - 元参議院議員
- 玉置公良 - 元民主党衆議院議員
- 二階俊博 - 元自由民主党幹事長、元経済産業大臣
- 浜田真輔 - 元和歌山県議会議員
- 山口喜久一郎 - 第52代衆議院議長
- 和田鶴一 - 元自民党参議院議員